# Partido de Dolores
 Dolores es uno de los 135 partidos en los que se subdivide la provincia de Buenos Aires (Argentina). Su cabecera es la ciudad homónima, reconocida por su gran variedad de parques turísticos, hoteles y gastronomía.  Cuenta con diferentes fiestas a lo largo del año. 
Se encuentra en el sudeste de dicha provincia y limita hacia el norte con los partidos de Castelli y Pila, hacia el este con el de Tordillo, hacia sur con el Maipú y hacia el oeste con el de General Guido.

## Geografía
El partido se encuentra en la Zona Deprimida del Salado, ocupando una área muy baja y de escasa pendiente con cotas que van desde los 2 a los 9 m. s. n. m. y con algunas lomas aisladas que se elevan hasta los 15 m. s. n. m.
Su superficie está constituida en las partes más altas por la pradera de gramíneas de la pampa alternando en zonas bajas con vegetación típica de pastizales de inundación como tréboles, juncos, espadaña y duraznillo blanco, pastizales estacionalmente húmedos y pastizales halofitos. Hacia el este se encuentra una zona boscosa de albardón que atraviesa todo el partido con dirección norte – sur constituida por montes de tala, coronillo y espinillo. Conocida como “Montes del Tordillo”, estos se encuentran en  manchones o fajas sobre bancos de conchillas y alberga gran cantidad de fauna natural, constituyendo uno de los últimos reductos del venado de las pampas.
La ausencia de ríos y arroyos (siendo la única excepción en el noreste del partido el arroyo Las Víboras y su afluente el arroyo Santa Maura), junto con el hecho de que zonas más próximas a la costa se hallan a mayor altitud, favorece la presencia de gran cantidad de lagunas permanentes y semipermanentes así como la de extensas áreas pantanosas formadas por la acumulación de aguas de lluvias y el mal drenaje de la zona. Se destacan las lagunas Del Tordillo, Las Cruces, Escondida, El Vecino, Los Rengos y Las Bruscas entre las más extensas.
Más del 60 % del partido se encuentra anegado o inundado varios meses al año sobre todo durante el invierno y la primavera.
Varios canales lo surcan con dirección oeste – este, que atraviesan las zonas más altas de cordones de conchillas próximas a la costa, canalizando las aguas que provienen de otras zonas más al oeste de la provincia, y desaguando las zonas anegadas. De norte a sur los canales principales son: Canal n.º 10, Canal n.º 9, Canal La Picasa, Canal A, Canal El Tordillo, Canal n.º 1 y Canal Guido al Mar.

## Historia
- 1806, fines de la época colonial, la «campaña» de Buenos Aires se extendía al norte del río Salado, protegida con Fuertes y Fortines. Pocas poblaciones, cerca de su margen derecha, comenzaban a poblar el vasto territorio en aparente poder de los pueblos originarios, muy numerosos cerca de la bahía de Samborombón. Al sur del Salado, se colocó un fortín, dando beneficios en la defensa de varias estancias.
- 1817, se forma el Pago de Dolores" («Paraje de los Montes del Tordillo» o «Islas del Tordillo»), creando el «Curato de Nuestra Señora de los Dolores», la Comandancia Militar y Política y el centro de detención de Las Bruscas.
- 1821, los malones arrasan el pueblo.
- 1825, queda adscripto al distrito de Monsalvo.
- 1831, se crea el partido, desmembrándolo del partido de Monsalvo, se abre un Juzgado de Paz y se designan alcaldes para cada cuartel.
- 1839, tras el alzamiento de los Libres del Sur, el gobernador de la provincia Juan Manuel de Rosas, reduce por decreto el área del partido dividiéndolo en tres: Dolores y los nuevos partidos de Pila y Tordillo.
- 1865, a partir de la ley provincial 441, se crea el partido de Castelli con tierras del de Dolores, se fijan así los límites actuales del partido.

## Gobierno

### Intendentes municipales desde 1983
| Intendente            | Mandato                                           | Partido | Partido | Alianza | Alianza | Elecciones |
| --------------------- | ------------------------------------------------- | ------- | ------- | ------- | ------- | ---------- |
| Duilio Armando Macchi | 10 de diciembre de 1983 - 10 de diciembre de 1987 |         | UCR     |         | —       | 1983       |
| Juan Carlos Valente   | 10 de diciembre de 1987 - 17 de abril de 1991     |         | UCR     | 1987    | —       |            |
| Héctor Jesús Balda    | 17 de abril de 1991 - 10 de diciembre de 1991     |         | UCR     | 1987    | —       |            |
| Alfredo Meckievi      | 10 de diciembre de 1991 - 10 de diciembre de 1995 |         | PJ      |         | FREJUFE | 1991       |
| Alfredo Meckievi      | 10 de diciembre de 1995 - 1 de julio de 1998      | 1995    | PJ      |         | FREJUFE |            |
| Luis Lovari           | 1 de julio de 1998 - 10 de diciembre de 1999      | 1995    |         | PJ      | FREJUFE |            |
| Luis Lovari           | 10 de diciembre de 1999 - 10 de diciembre de 2003 |         | CJ      | PJ      | 1999    |            |
| Alfredo Meckievi      | 10 de diciembre de 2003 - 10 de diciembre de 2007 |         | PJ      |         | —       | 2003       |
| Camilo Etchevarren    | 10 de diciembre de 2007 - 10 de diciembre de 2011 |         | CC-ARI  |         | CC      | 2007       |
| Camilo Etchevarren    | 10 de diciembre de 2011 - 10 de diciembre de 2015 |         | CC-ARI  | —       | 2011    |            |
| Camilo Etchevarren    | 10 de diciembre de 2015 - 10 de diciembre de 2019 |         | PRO     |         | CBA     | 2015       |
| Camilo Etchevarren    | 10 de diciembre de 2019 - 10 de diciembre de 2023 |         | PRO     | JxC     | 2019    |            |
| Juan Pablo García     | 10 de diciembre de 2023 - En el cargo             |         | PJ      |         | UP      | 2023       |

1. ↑  Fue destituido por el Concejo Deliberante.
2. ↑  Renunció para asumir como Administrador General de Vialidad de la Provincia de Buenos Aires.

## Demografía
| Población | 7.203 | 10.619  | 15.126  | 15.643 | 19.782  | 20.642 | 20.749 | 23.261  | 24.306 | 25.216 | 27.042 | 32.032 |
| Variación | -     | +47,42% | +42,44% | +3,41% | +26,45% | +4,34% | +0,51% | +12,10% | +4,49% | +3,74% | +7,24% | +18,5% |

### Estructura
La población total es de 32 032 personas, se encuentra repartida en 16 346 mujeres y 15 686 hombres, con un índice de masculinidad de 95,9 hombres por cada 100 mujeres. 
La edad mediana de la población es de 34 años (36 años entre las mujeres y 32 años entre los hombres).
El 14,4% de la población tiene más de 65 años (frente al 13,7% en 2010), y el 3,6% de la población tiene más de 80 años (frente al 3,4% en 2010)

### Salud y educación
El 77,8% de la población tiene al menos un tipo de cobertura de salud. 
Unas 10 462 personas asisten a algún tipo de establecimiento educativo de cualquier nivel y unas 4 231 personas tienen un título terciario o superior (21,9% sobre el total de la población instruida). La tasa de alfabetización es del 99,7%

### Migraciones
De las personas residentes en el partido, unas 4 165 (13,0% del total de población) nacieron en otra provincia, y unas  515 (1,6% del total de población) lo hicieron fuera del país, siendo los grupos de inmigrantes más numerosos los provenientes de:
- Paraguay: 118 personas
- Bolivia: 87 personas
- Venezuela: 26 personas
- Uruguay: 24 personas
- Chile: 21 personas

### Hogares
En el partido hay un total de 13 455 viviendas  y 11 617 hogares. 
En cuanto al régimen de tenencia y regularidad de la propiedad de las viviendas, el 65,7% es propia, el 16,7% es alquilada, el 8,1% es cedida o prestada, y el resto se encuentra en otra situación.
Sobre el total de hogares, 8 322 (71,6% del total) tiene acceso a red pública de agua corriente, 6 359 (54,7% del total) tiene desagüe y descarga a red pública cloacal, 6 687 (57,6% del total) tiene acceso a red pública de gas, y 8 996 (77,4% del total) tiene acceso a red de internet en la vivienda. 

## Localidades
- Dolores, 30 372 habitantes (Indec, 2022)
- Sevigné, 392 habitantes (Indec, 2022)

### Parajes
- El Amparo
- Loma de Roldán
- Loma de Salomón
- Los Sauquitos
- Parravicini
- Sol de Mayo

## Economía
Lo bajo e inundable del terreno solo posibilitan la ganadería, principalmente la cría e invernada de ganado vacuno.
La agricultura es casi inexistente, solo hay algunos sembradíos de girasol, maíz y forrajes en las zonas más altas. La actividad frutícola con plantaciones de manzanas, peras y duraznos, muy prospera en décadas pasadas, prácticamente ha desaparecido en la actualidad.
Al norte de la ciudad cabecera se encuentra radicado el Parque Industrial Dolores, en la ciudad misma también funcionan un matadero, una empresa láctea y una planta de envasado de garrafas.
La actividad económica en la ciudad es netamente terciaria: administración, comercio y prestación de servicios.
El turismo rural en varias estancias de la zona y el turismo termal son actividades en crecimiento.

## Hermanamientos
La ciudad de Dolores ha firmado vínculos de cooperación perdurables, en carácter de hermanamientos, con las siguientes ciudades:
- Dolores, España (21 de agosto de 2001)[20]
- Dolores, Uruguay (2001)[21]
- Cambo-les-Bains, Francia (21 de agosto de 2013)[22]
- Staufen (Brisgovia), Baden Württemberg, Alemania (30 de noviembre de 2017)[23]

## Región productiva
- COPRODER: Consejo Productivo de Desarrollo Regional- Región Cuenca del Salado

## Educación
- Año: 2005
- Establecimientos: 51
- Comedores: 23
- Matrícula: 9.695
- Docentes: 1.035
- Fondo Mantenimiento: $ 248.380

## Vías de enlace

### Terrestres
- Autovía 2, atraviesa el partido de norte a sur, comunicándolo con Buenos Aires y Mar del Plata.
- RP 11, atraviesa el partido de norte a sur por su extremo este, comunicando Buenos Aires con los balnearios de la costa atlántica.
- RP 60, ruta sin pavimentar que se empalma con la Autovía 2 en Parravacini vinculándola con el oeste de la provincia.
- RP 62, ruta sin pavimentar, paralela al ramal Constitución - Pinamar del FCGR que atraviesa el extremo sur del partido uniendo General Guido con General Madariaga.
- RP 63, enlaza la Autovía 2 con la RP 11 uniendo Dolores con Esquina de Crotto.
- Trenes Argentinos, por el partido pasan los trenes que unen la estación Constitución con la de Mar del Plata. Las estaciones Dolores y Sevigne se encuentran operativas, mientras que la estación Parravicini se encuentran fuera de servicio.

### Aéreas
- Aeródromo Jorge Newbery, utilizado por el aeroclub local para actividad de vuelo a vela y motor, vuelos sanitarios y gubernamentales, posee dos pistas de pasto.